# Nika Vos
Nika Johanna Vos (Breda, 26 augustus 1998) is een Nederlands roeister. 
Vos is roeister van het Nationaal Roeiteam en de A.A.S.R. Skøll in Amsterdam.
Bij de Europese Kampioenschappen Roeien in München behaalde ze een zilveren medaille in de dames dubbelvier, samen met Bente Paulis, Ilse Kolkman en Tessa Dullemans. Tijdens de in Tsjechië gehouden Wereldkampioenschappen roeien werd door die ploeg eveneens een zilveren plak bemachtigd.
Voor haar studentenvereniging Skøll won ze in 2021 de Dames Vier op de Varsity. In 2024 behaalde Vos brons in de vierzonder op de Europese kampioenschappen in Szeged.

## Resultaten

### Wereldkampioenschappen
| Jaar | Plaats   | Resultaten           |
| ---- | -------- | -------------------- |
| 2022 | Račice   | in de dubbelvier     |
| 2023 | Belgrado | 11e in de dubbeltwee |

### Europese kampioenschappen roeien
| Jaar | Plaats  | Resultaten        |
| ---- | ------- | ----------------- |
| 2021 | Varese  | in de acht        |
| 2022 | München | in de dubbelvier  |
| 2024 | Szeged  | in de vier zonder |
| 2025 | Plovdiv | in de vier zonder |
| 2025 | Plovdiv | in de acht        |